# Route 415 (Nouveau-Brunswick)
Pour les articles homonymes, voir Route 415.
La route 415 est une route locale du Nouveau-Brunswick située dans le centre de la province, au nord de Blackville. Elle traverse une région boisée. De plus, elle mesure 11 kilomètres, et est pavée sur toute sa longueur.

## Tracé
La 415 débute à Quarryville, près de la rivière Miramichi sud-ouest, sur la route 108. Elle commence par se diriger vers le nord pendant 2 kilomètres, puis elle croise la route 8, la principale route de la province. Elle continue ensuite sa route vers le nord, en traversant Warwick Settlement, puis elle se termine sur la route 420, tout près de la rivière Miramichi nord-ouest, sur la route 420, près de Red Bank. 

## Intersections principales
| Route 415      |             |    |                                             |                          |
| Comté          | Location    | km | Intersection/Destinations                   | Notes                    |
| Northumberland | Quarryville | 0  | R-108, Renous, Dirby Junction, Plaster Rock | extrémité sud de la 415  |
| Northumberland | Quarryville | 2  | R-8, Miramichi, Fredericton                 |                          |
| Northumberland | Red Bank    | 11 | R-420, Cassilis, Red Bank                   | extrémité nord de la 415 |